# Phacodes bellus
Phacodes bellus là một loài bọ cánh cứng trong họ Cerambycidae.